# マーキュリー・アトラス7号
マーキュリー・アトラス7号（マーキュリー・アトラス7ごう、Mercury-Atlas 7）はアメリカ合衆国がマーキュリー計画で打ち上げた有人宇宙船。コールサインはオーロラ7 (aurora 7)。
1962年5月24日にケープカナベラル空軍基地より打ち上げられた。

## 概要
乗員はスコット・カーペンター。

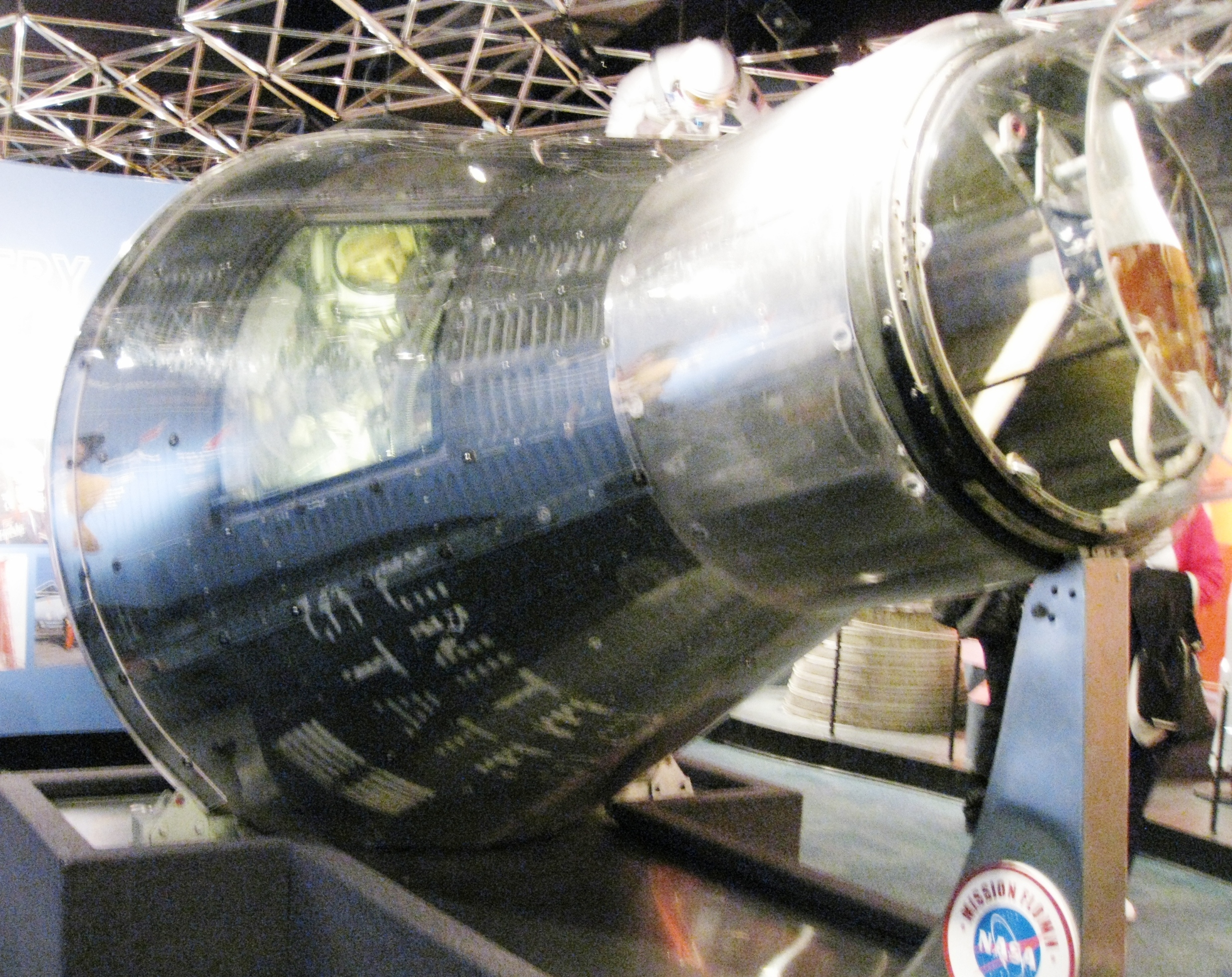
シカゴ科学産業博物館に展示されているオーロラ7

軌道飛行中に、宇宙船を観測のためにさまざまな角度にコントロールしたため、燃料を必要以上に消費した。そのために大気圏への突入角度がずれ、一時は生還が絶望視されたが、着水地点が大幅にずれ、回収までに3時間もの捜索時間を要したものの、SC-54（軍用輸送機ダグラスC-54スカイマスターの捜索救難型）に回収されて無事生還した。
この回収については、ピーナッツでも取り上げられている（1962年6月28日、河出書房新社完全版ピーナッツ全集第6巻p.234）。
オーロラ7はイリノイ州シカゴのシカゴ科学産業博物館に展示されている。